# إركاند كيريماي
إركاند كيريماي (من مواليد 10 أغسطس 1988) هو رفع أثقال|ربّاع ألباني.

## المشاركات
في بطولة أوروبا 2008 حصل على المركز الرابع في فئة وزن 77 كغم، بإجمالي 345 كغم. 
نافس كريماي في منافسات رفع الأثقال في دورة الألعاب الأولمبية الصيفية لعام 2008 فئة وزن 77 كغم، وحلّ في المركز الثالث عشر بإجمالي 341 كغم. 
في بطولة رفع الأثقال الأوروبية 2012 التي أقيمت في أنطاليا بتركيا، تنافس إركاند كيريماي في فئة وزن 77 كغم. حصل على الميدالية الفضية في الخطف، والذهبية في النتر والذهبية في المجموع بإجمالي 348 كغم متقدماً على الروماني رازفان مارتن. في وقت لاحق من نفس العام استبعد كريماي من بطولة أوروبا في أنطاليا بسبب تناول المنشطات. 
في بطولة رفع الأثقال الأوروبية 2014 التي أقيمت في إسرائيل، فاز كيريماي بالميدالية البرونزية في الخطف والذهبية في النتر والذهبية بالمجموع بإجمالي 349 كغم. رفع دانيال جوديلي الحاصل على الميدالية الفضية نفس الوزن الإجمالي مثل كيريماي، لكن لأن وزن جسمه أثقل قليلاً من كيريماي احتل المركز الثاني، تاركًا لكيريماي الميدالية الذهبية. 
في بطولة العالم لرفع الأثقال لعام 2015 في هيوستن، تكساس، تنافس كيريماي في فئة 77 كغم. ورفع 154 كغم في الخطف و 188 كغم في النتر بإجمالي 342 كغم. حصل على المركز 12 بشكل عام. 
شارك في الألعاب الأولمبية الصيفية 2020 في طوكيو.

## روابط خارجية
- الملف الشخصي NBC
- السيرة الذاتية للرياضيين QERIMAJ Erkand في بكين 2008